# Diebe haben’s schwer
Diebe haben’s schwer (Originaltitel: I soliti ignoti) aus dem Jahr 1958 ist das erste Werk, das dem Genre der Commedia all’italiana zugeordnet wird. Der Originaltitel bezeichnet „die unbekannten Täter“, Kleinkriminelle aus der Unterschicht, die nach dem Muster des französischen Kriminalfilms Rififi (1955) sich durch einen sorgfältig geplanten Einbruch aus ihrer misslichen Lage retten wollen. Die Komik geht einher mit der Tragik ihres Bemühens, einen Platz in der Gesellschaft zu finden. Das Drehbuch fusst auf einer Idee des Duos Age & Scarpelli, die es mit Suso Cecchi D’Amico und dem Regisseur Mario Monicelli entwickelten. Der Film erhielt den Nastro d’Argento für das beste Drehbuch und eine Nominierung für den besten fremdsprachigen Film bei den Oscars 1959. 1984 entstand eine erste Neuverfilmung mit Crackers – Fünf Gauner machen Bruch, im Jahr 2002 wurde der Stoff unter dem Titel Safecrackers oder Diebe haben’s schwer erneut verfilmt.

## Handlung
In einem armen Randviertel Roms. Der Kleinkriminelle Cosimo kommt durch einen misslungenen Autodiebstahl ins Gefängnis. Er hat einen heißen Tipp für einen großen Einbruch, doch weil die Zeit drängt, will er einen Ersatzmann anheuern, der die drei Monate Haft für ihn absitzen soll. Seine Verlobte Norma soll das Geld auftreiben und sein Kumpel Capanelle, der beim Diebstahl Schmiere stand, einen Freiwilligen. Der junge Mario braucht Geld, aber seine Mutter würde diesen Gelderwerb nicht akzeptieren. Der Sizilianer Ferribotte passt unablässig auf seine Schwester Carmelina auf, damit sich kein Mann ihr nähert. Ablehnen muss auch Tiberio, dessen Frau wegen Zigarettenschmuggels einsitzt und der bei seinem Säugling bleiben muss. Erst der erfolglose Boxer Peppe nimmt die Arbeit an und meldet sich als Schuldiger des Autodiebstahls.
Der Versuch, die Justiz zu täuschen, bringt beide, Cosimo und Peppe, hinter Gitter. Dort erzählt Cosimo Peppe von seiner Einbruchsidee. Der Geldschrank einer Pfandleihe, zu dem man durch eine dünne Wand einer Nachbarswohnung gelangen kann. Peppe kommt auf Bewährung aus der Haft und gibt die Idee den anderen weiter. Er, Tiberio, Ferribotte, Mario und Capanelle beobachten von einem Hausdach aus die Pfandleihe, um die Angestellten beim Öffnen des Geldschranks zu filmen. Als sie das nicht weiterbringt, holen sie Cruciani, einen Spezialisten fürs Geldschrankknacken. Für den geplanten Einbruch benötigen sie Werkzeug, das Mario bei seinen ehemaligen Erzieherinnen beschafft. Norma ist von Cosimo enttäuscht und tauscht ihn durch Peppe aus. Mario wiederum lernt Carmelina kennen, buhlt um sie, und sie lässt ihn, von Ferribotte ungesehen, in ihre Wohnung. In der Nachbarswohnung der Pfandleihe wohnen alte Damen, bei denen die junge Nicoletta als Hausmädchen arbeitet. Die Bande möchte sie benutzen, um irgendwie in die Wohnung zu gelangen, allerdings verliebt sich Peppe in Nicoletta. Cosimo gelangt durch einen Hafterlass aus dem Knast und verlangt seinen Anteil am erhofften Gewinn. Doch die anderen weisen ihn ab, so dass er einen Handtaschenraub unternimmt und dabei von einer Tram überfahren wird.
Cruciani bildet die Bande aus, nimmt aber am Einbruch selbst nicht teil. Auch Mario steigt aus und findet eine reguläre Arbeit, worauf Ferribotte ihn als Ehemann für Carmelina akzeptiert. Schließlich versuchen Peppe, Tiberio, Ferribotte und Capanelle mühsam durch einen Kohlenkeller und über Dächer zur Wohnung vordringen. Nachdem sie in der Wohnung eine Wand durchbohrt haben, zeigt sich, dass der Raum dahinter die Küche der Wohnung und nicht die Pfandleihe ist. Sie essen, verlassen am Morgen die Wohnung und zerstreuen sich. Beim Verstecken vor einer Polizeistreife gerät Peppe in eine Menge von Arbeitern und wird zu einer Beschäftigung genötigt.

## Zeitgenössische Kritiken
Im film-dienst hieß es, die Darsteller nuancierten „oftmals zu einem zarttönigen Gauner-Kammerspiel“. „Raffinierte optische Expositionen“ machten „manche Längen und Klamaukszenen“ wett. „Am sympathischsten an diesem heiteren Filmspaß aber ist die indirekte Entlarvung des spekulativen Gangsterfilmschemas.“ In der Filmkritik wies Enno Patalas darauf hin, dass italienische Komödien sich selten durch Niveau auszeichneten und anstelle von Witz und Einfallsreichtum eher Lautstärke und Turbulenz böten. Diebe haben’s schwer sei jedoch ein Film, dem die erfahrene Suso Cecchi D’Amico, „eine Regie und nicht zuletzt eine Fotografie zugutekommen, deren sich auch ein ernster realistischer Film nicht zu schämen brauchte.“ Die Schauspieler, „Italiens erste Garde“, verzichteten auf überzeichnete Gestik. Diese Komödie laufe hinaus auf „eine Verbindung des Ernsten mit dem Komischen, des Bitteren mit dem Heiteren, oder richtiger: darauf, im Einen das Andere aufscheinen zu lassen, ohne irgend etwas nachzulassen.“ Die Trostlosigkeit der Lebenswelt ihrer Protagonisten habe „kein Film der ‚seriösen‘ Neorealisten eindringlicher gezeichnet“, und dennoch sei der Film „so komisch wie schon lange keiner“. Der Spiegel urteilte, mit einem „beträchtlichen Witz“ vermittle die Komödie die „ironische Einsicht, daß die ‚großen Dinger‘ im Leben eben niemals von kleinen Amateuren gedreht werden.“ Auch der Evangelische Film-Beobachter geizt nicht mit Lob: „Fünf italienische Kleinstadtdiebe in einer glänzend besetzten Rififi-Parodie, voller origineller Einfälle und netter Überraschungen. Als amüsante Unterhaltung zu empfehlen.“

## Soundtrack
Der 2011 verstorbene Pianist und Komponist Piero Umiliani war mit seiner Partitur zu Mario Monicellis I Soliti Ignoti für den ersten kompletten Jazz-Soundtrack im italienischen Kino verantwortlich. Zu den Musikern gehörte auch der amerikanische Trompeter Chet Baker.